# Registo de Navegação Marítima do Japão
O Registo de Navegação Marítima do Japão, NK (inglês:Nippon Kaiji Kyokai  é uma sociedade de classificação. Ela também é conhecido pelo nome de marca "ClassNK" ou muitas vezes na indústria como apenas "NK". É uma organização não-governamental dedicada para garantir a segurança de pessoas e bens no mar e a prevenção da poluição do ambiente marinho.
O principal trabalho de especialistas da equipe técnica NK é realizar inquéritos para assegurar que as regras que ela desenvolveu são aplicadas para ambos os navios recém-construídos e navios existentes a fim de garantir a segurança destes. As regras abrangem não só a estruturas do casco, mas também de equipamentos de segurança, de carga, manuseio de engrenagens, motores, máquinas e sistemas eléctricos e electrónicos, entre outros.
Até o final de dezembro de 2007, a NK tinha 6793 navios totalizando 152.22 milhões de toneladas de porte bruto em classe. Este valor representa aproximadamente 20% da frota mercante mundial, actualmente em classe. Embora baseado no Japão, a ClassNK tem representação em todo o mundo através de uma rede exclusiva de escritórios agrimensor. Inspectores ClassNK do trabalho na construção naval e estaleiros de reparação e em portos de todo o mundo, onde eles podem ser chamados a examinar a condição de um navio, de modo que toda os serviços da NK estão disponíveis em todo o mundo. Em 15 de novembro de 1999, a Nippon Kaiji Kyokai comemorou o centenário de sua fundação.
Em 28 de Maio de 2012, a ClassNK anunciou oficialmente que o seu registo ultrapassou a marca dos 200 milhões de toneladas brutas e de se tornar na história do mundo a primeira sociedade de classificação a ter mais de 200 milhões de toneladas de peso bruto no seu registo.

## Principais atividades da ClassNK
ClassNK oferece uma vasta gama de serviços, tais como classificação de levantamentos de navio, vistorias e certificação em nome do estado de Bandeira baseada em convenções internacionais, códigos, estatutos nacionais, bem como as próprias regras e regulamentos ClassNK. Eles também incluem avaliação e certificação de serviços de sistemas de gestão de segurança de navio de gestão de empresas, bem como a qualidade dos sistemas de construtores de navios e fabricantes relacionados como um terceiro independente. A ClassNK também oferece avaliação, consultoria e supervisão, projetos e serviços relacionado marítimos e outros.

## Classificação de navios de serviços relacionados
- Aprovação de prestadores de serviços, fabricantes de equipamentos e métodos de fabricação
- Inspecção de materiais, de equipamentos e produtos semelhantes
- Levantamento e registo de navio de instalações, de máquinas e aparelhos de novos navios
- Levantamento e registo de navios e estruturas offshore durante a construção
- Vistoria e inspecção dos navios, estruturas offshore e relacionados com instalações em serviço
- Teste e inspecção de materiais e outros tipos de máquinas de teste

## Serviços estatutários
- Actividades em causa com a certificação do frete de contentores
- Avaliação de carregamento de cereais
- Atribuição de borda livre
- Atribuição de limites de carga para a carga de manipulação de aparelhos de
- Auditoria e certificação de segurança de sistemas de gestão baseados no ISM Code
- Serviço de pesquisa legal e serviços de certificação com base nos requisitos SOLAS, ILLC, MARPOL e outras convenções e códigos internacionais em nome da bandeira do estado de administrações

## A avaliação e o registo de serviços
- Avaliação e registo de sistemas de gestão ambiental com base nas normas ISO14001
- Avaliação e registo de sistemas de qualidade baseados na ISO 9000 série de padrões de qualidade

## Serviços técnicos
- Avaliação e certificação de navios e estruturas offshore
- Testes encomendados, pesquisa, desenvolvimento e serviços de analise informática
- Inspecção e certificação de máquinas e equipamentos não-marinhas
- Consultoria técnica sobre navios e estruturas offshore
- Medição de tonelagem e certificação de serviços

ClassNK é um dos sete membros fundadores da Associação Internacional de Sociedades de Classificação, conhecido como IACS.